# نادي أوندا
نادي أوندا هو نادي كرة قدم إسباني أٌسس عام 1950.